# Waldmünchen
Waldmünchen er en by i Landkreis Cham i Regierungsbezirk Oberpfalz i den østlige del af den tyske delstat Bayern, med godt 7.150 indbyggere.

## Geografi
Waldmünchen ligger i Bayerischen Wald ved grænsen til Tjekkiet. Floden Schwarzach (biflod til Naab), der har sit udspring i Perlsee løber gennem området. Sydøst for Waldmünchen ligger bjerget Herzogau der er 800 meter højt.